# Provincia di Nizza (1859)
La provincia di Nizza è stata una provincia del Regno di Sardegna, esistita per un breve periodo fra il 1859 e il 1860.

## Storia
La Provincia di Nizza fu istituita nel 1859 in seguito all'emanazione del decreto Rattazzi, che ridisegnava la compartimentazione del Regno di Sardegna. La provincia succedette alla Divisione di Nizza.
Le sorti della provincia furono radicalmente mutate dagli eventi successivi alla seconda guerra d'indipendenza. Il territorio dell'antica contea nizzarda era stato promesso infatti ai francesi in cambio del loro aiuto nel conflitto contro l'Austria e fu ceduto ai transalpini col trattato di Torino in cambio dell'annessione dei territori dei ducati emiliani, del Granducato di Toscana e della legazione pontificia delle Romagne, già promessi ad un principe francese negli accordi di Plombières.
Ceduta quindi la vecchia contea, il territorio provinciale che restò nel Regno di Sardegna fu unito al capoluogo Porto Maurizio, ad eccezione di Briga e Tenda che, rimaste geograficamente isolate, furono aggregate alla provincia di Cuneo.
Due tentativi di ricostituire l'unità del territorio furono fatti, da parti opposte, prima dall'Italia e poi dalla Francia nel corso della Seconda guerra mondiale. Dapprima, nel 1940, furono gli italiani a lanciarsi in un'offensiva che tuttavia non andò oltre il comune di Mentone, mentre successivamente nel novembre 1942 tutto il Nizzardo fu occupato ed amministrato militarmente dagli italiani fino al settembre 1943, sotto influenza degli irredentisti italiani di Nizza. L'operazione non ebbe però effetti nell'amministrazione locale, che fu lasciata ai francesi in attesa di un trattato di pace. 

Dopo il 25 aprile 1945 fu invece la Francia ad occupare temporaneamente la provincia di Imperia con l'intenzione di annetterla: fu solo l'intervento del presidente statunitense Harry Truman ad imporrei a De Gaulle il ritiro del suo esercito.

## Suddivisione
La provincia di Nizza era suddivisa in 3 circondari:
- Circondario di Nizza
  - mandamento di Nizza (intramuros)
  - mandamento di Nizza (extramuros)
  - mandamento di Guillaumes
  - mandamento di Poggetto Theniers
  - mandamento di Scarena
  - mandamento di San Martino Lantosca
  - mandamento di Levenzo
  - mandamento di Santo Stefano
  - mandamento di Contes
  - mandamento di Villafranca
  - mandamento di Sospello
  - mandamento di Mentone
  - mandamento di Roccasterone
  - mandamento di Villars
  - mandamento di Utelle
  - mandamento di Tenda
- Circondario di Porto Maurizio,
  - mandamento di Porto Maurizio
  - mandamento di Oneglia
  - mandamento di Dolcedo
  - mandamento di Diano Castello
  - mandamento di Pieve di Teco
- Circondario di San Remo
  - mandamento di San Remo
  - mandamento di Dolceacqua
  - mandamento di Bordighera
  - mandamento di Taggia
  - mandamento di Santo Stefano al Mare
  - mandamento di Ventimiglia
  - mandamento di Ceriana
  - mandamento di Triora